# Cryptocephalus magnus
Cryptocephalus magnus es una especie de insecto coleóptero de la familia Chrysomelidae.
Fue descrita científicamente en 1981 por Kimoto & Gressitt.